# Hessische Ludwigsbahn
Die Hessische Ludwigsbahn (HLB) war eine privat geführte Eisenbahngesellschaft. Sie baute und betrieb bis zu ihrer Verstaatlichung 1897 44 Jahre lang verschiedene Bahnstrecken im Großherzogtum Hessen. Mit 705 Kilometern Streckenlänge gehörte sie zu den letzten großen deutschen Privatbahnen aus der Anfangszeit des deutschen Eisenbahnbaus.

Direktionsgebäude in Mainz von 1888

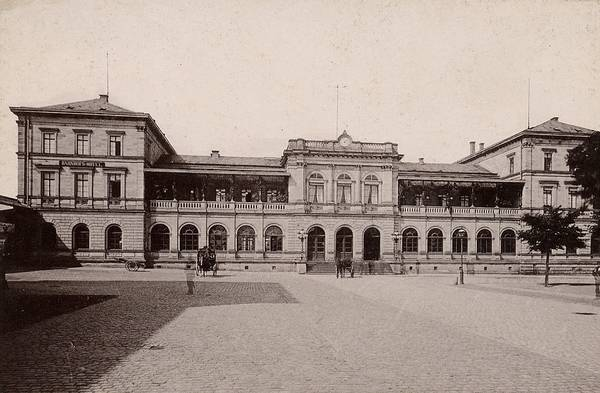
Bahnhof der Hessischen Ludwigsbahn in Darmstadt

## Vorgeschichte

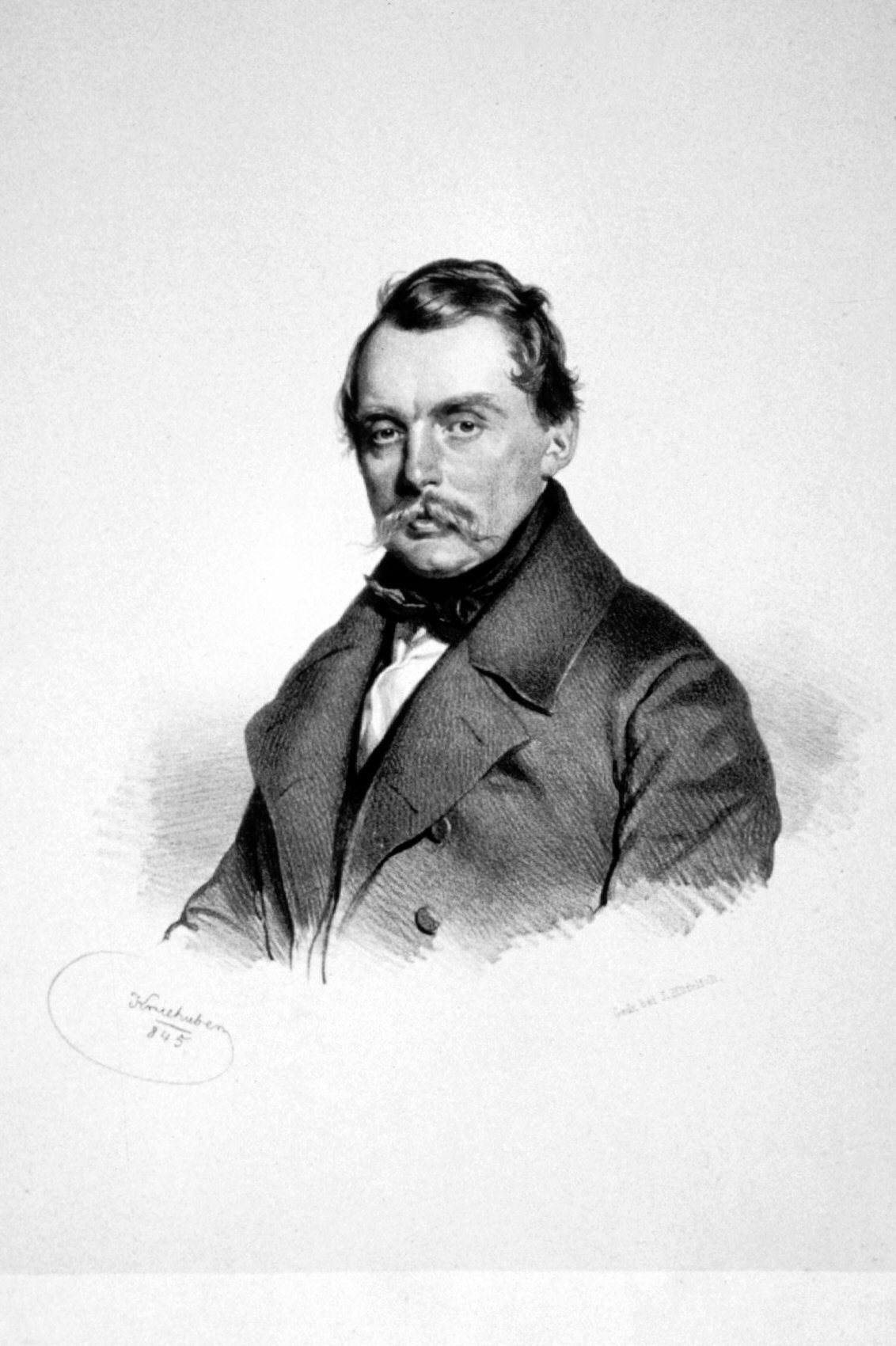
Großherzog Ludwig III. von Hessen-Darmstadt, Namensgeber der Hessischen Ludwigsbahn

### Ausgangslage
Die Hessische Ludwigsbahn war ein Produkt der Eisenbahnpolitik des Großherzogtums Hessen für seine Provinz Rheinhessen. Während die Provinz Starkenburg mit der Main-Neckar-Bahn recht früh eine zentrale Eisenbahnanbindung erhielt und die Provinz Oberhessen durch die Main-Weser-Bahn wenigstens randlich erschlossen wurde – an beiden Bahnen hielt das Großherzogtum Anteile und sie wurden als Staats- und Kondominalbahnen betrieben – zeichnete sich für die dritte Provinz, Rheinhessen, eine entsprechende Entwicklung nicht ab.
Da der Staat hier nicht aktiv wurde, war das die Chance für privates Engagement in Form einer Aktiengesellschaft. Sitz der Hessischen Ludwigsbahn wurde deshalb auch nicht die Hauptstadt Darmstadt, sondern die Hauptstadt der Provinz Rheinhessen, Mainz. Die ersten Impulse für einen Bahnbau in Rheinhessen kamen jedoch nicht von den Einheimischen, sondern von außerhalb; insbesondere französisch-bayerische Kreise hatten daran Interesse. Aus militärstrategischen Gründen stand der preußische Staat dieser linksrheinischen Streckenführung jedoch ablehnend gegenüber: Mit einer solchen Bahn könnten französische Truppen innerhalb von 10 bis 12 Stunden vor den Toren von Mainz stehen. Das Großherzogtum Baden sah in dem Projekt eine Konkurrenz sowohl zur Main-Neckar-Bahn, an der auch Baden Anteile hielt, als auch für die selbst projektierte Eisenbahn von Mannheim nach Basel.
Als 1844 die bayerische Regierung dem Bahnbau in der Pfalz (Bayern) die Konzession erteilte, erschien die nördliche Fortsetzung der Bahn nach Rheinhessen attraktiv. Auch der Pionier des deutschen Eisenbahnwesens, Friedrich List, setzte sich persönlich für einen Bahnbau von Mainz nach Worms ein. Die großherzogliche Regierung in Darmstadt blieb jedoch zunächst bei ihrer ablehnenden Haltung, zumal sie sich 1842 per Gesetz auf ein Staatsbahnsystem festgelegt hatte.

### Aktiengesellschaft

Clemens Lauteren, zunächst stellvertretender Vorsitzender, ab 1854 Vorsitzender des Verwaltungsrates der HLB

In den größeren Städten bildeten sich „Eisenbahn-Comitees“ aus interessierten Gewerbetreibenden, um den Bahnbau voranzutreiben. Diejenigen von Wiesbaden und Frankfurt am Main vereinigten sich 1836. Diesem vereinigten Komitee trat das Mainzer Komitee 1837 bei. Ziel war eine Eisenbahn von Frankfurt über Mainz-Kastel nach Wiesbaden. Diese Taunus-Eisenbahn nahm abschnittsweise 1839/40 ihren Betrieb auf, was aber – entgegen den ursprünglichen Erwartungen – in Mainz dazu führte, dass Verkehr aus Mainz auf die rechte Rheinseite abgezogen wurde.
Daraufhin bildete sich in Mainz am 10. Juni 1844 ein neues Komitee mit dem Ziel, eine Aktiengesellschaft für den Betrieb einer Eisenbahn von Mainz an die Grenze zur bayerischen Pfalz südlich von Worms zu gründen. Eine Subskription auf die zukünftigen Aktien in Höhe von 5 Millionen Gulden fand in Mainz und Worms drei Tage lang statt und war ein voller Erfolg: Gezeichnet wurden 8,6 Millionen Gulden, ein erheblicher Teil durch Banken aus Frankfurt, Köln und Mannheim. Friedrich List unterstützte das Projekt ausdrücklich. Jetzt stellte sich die Regierung in Darmstadt quer, zum einen aus Furcht vor einer Konkurrenz zur rechtsrheinischen Staatsbahn, der Bahnstrecke Frankfurt am Main–Heidelberg, und auch weil es einen Beschluss der Stände gab, dass der Bahnbau im Großherzogtum als Staatsbahn geschehen sollte (was in der Praxis aber aufgrund klammer Staatsfinanzen nur begrenzt funktionierte). Die Stände revidierten am 8. März 1845 jedoch ihren vorangegangenen Beschluss.
Die Gründungsversammlung der Aktiengesellschaft fand am 8. und 9. Oktober 1845 statt. Die Hessische Ludwigsbahn, zunächst Mainz-Ludwigshafener-Eisenbahngesellschaft, erhielt ihren Namen später nach dem damals regierenden Großherzog von Hessen, Ludwig III. von Hessen-Darmstadt. Erster Präsident der Gesellschaft wurde Anton Humann.
Präsidenten:
- Anton Humann (1844–1854)
- Clemens Lauteren (1854–1867)
- August Parcus (1867–1875)
- Johann Kempf (1875–1888)
- Christian Lauteren (1888)[Anm. 2]
- Franz Werner (1888–1897)

Die Verwaltung der Bahn, die zunächst in Gebäuden des ersten Mainzer Bahnhofs untergebracht war, erhielt 1888 ein repräsentatives, neues Verwaltungsgebäude in der Nähe des neuen Centralbahnhofs (heute: Mainz Hauptbahnhof). Der Entwurf stammte von Philipp Johann Berdellé, der auch das Empfangsgebäude des Centralbahnhofs geplant hatte. Das Direktionsgebäude war später der Lauteren-Flügel des Gebäudes der Reichsbahndirektion Mainz.

## Streckennetz

### Stammstrecke: Mainz–Worms(–Ludwigshafen–Frankreich) (1853)

#### Bau

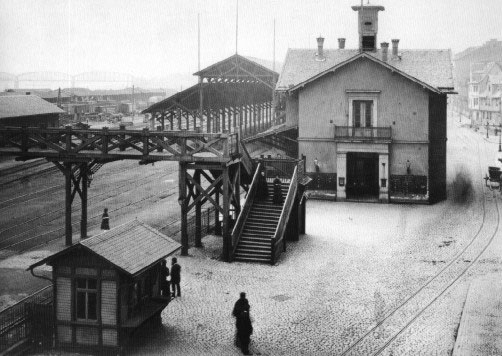
Der erste Bahnhof der Hessischen Ludwigsbahn in Mainz

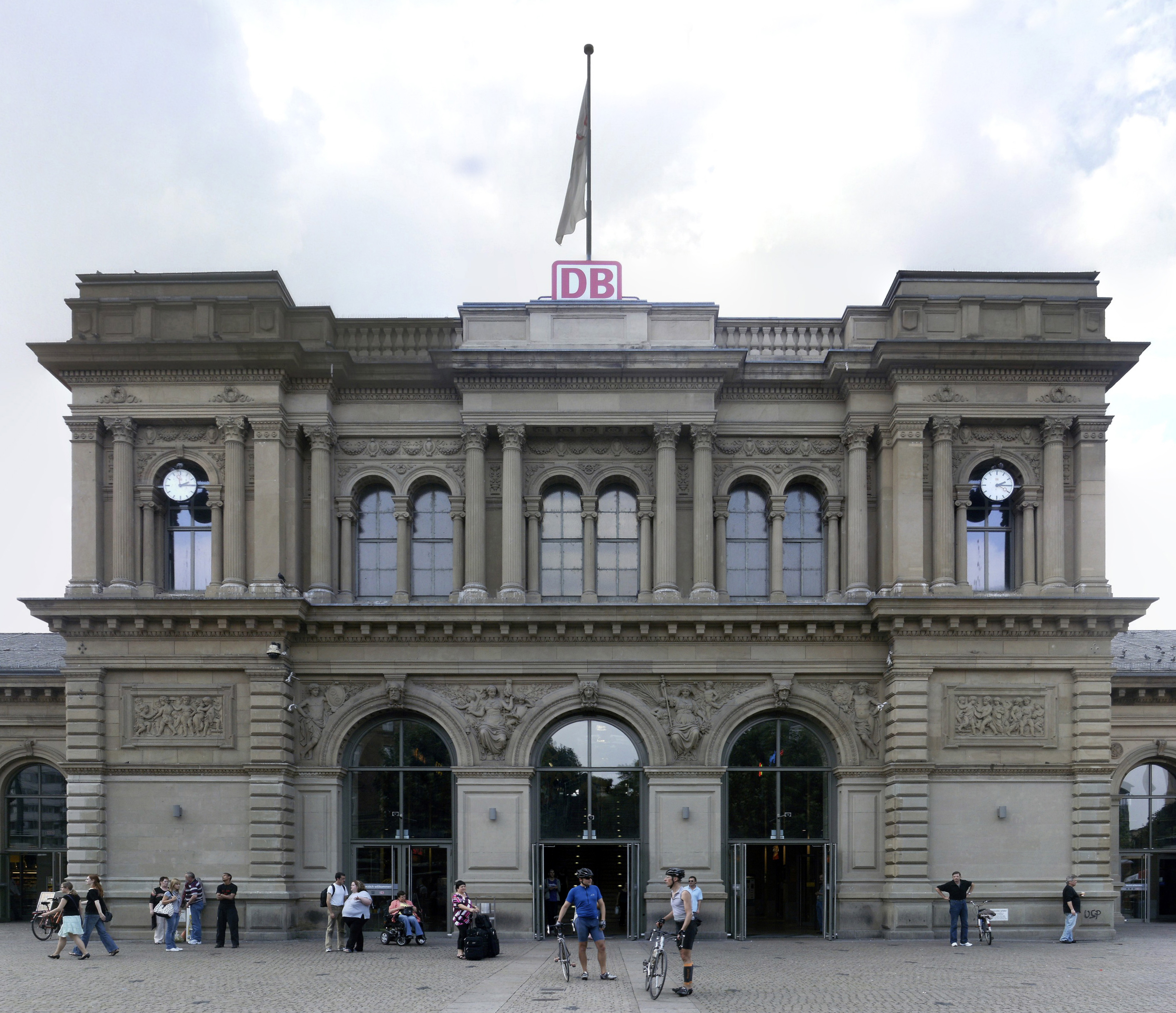
Der Centralbahnhof ersetzte 1884 den ersten Bahnhof, heute: Mainz Hauptbahnhof

Worms, erstes Empfangsgebäude von 1853, davor Beamte der HLB

Bereits 1838 untersuchte das Komitee der Taunus-Eisenbahn die Streckenführung zwischen Mainz und der ersten bayerischen Gemeinde, Bobenheim, um die Kosten abschätzen zu können. Da damals aber der Anschluss von der Grenze nach Ludwigshafen am Rhein (damals: Rheinschanze) nicht gewährleistet war, blieb das Projekt stecken. 1844 vergab die bayerische Regierung die Konzession – auch für eine Strecke von Ludwigshafen bis an die hessische Grenze bei Bobenheim. Das ließ das alte Projekt von 1838 wieder aufleben. Hinzu kam, dass im Norden inzwischen eine Eisenbahnanbindung Kölns an die belgischen Seehäfen entstanden war und die Großherzoglich Badischen Staatseisenbahnen ihre das Rheintal aufwärts führende Badische Hauptbahn schon weit vorangetrieben hatten. Das führte dazu, dass der Schiffstransport zwischen Köln und Mannheim an Mainz vorbei ging, es drohte im Verkehr abgehängt zu werden.
Unklar war zu Beginn die Streckenführung. Die Alternative Mainz–Alzey–Worms wurde 1845 zugunsten der direkten Trassierung entlang des Rheins verworfen, weil sie kürzer, ohne topografische Hindernisse und damit in Bau und Betrieb billiger war. Die Strecke über Alzey wurde jedoch später zusätzlich als Rheinhessenbahn gebaut (s. u.). Am 15. August 1845 erhielt die Aktiengesellschaft die staatliche Konzession zum Bahnbau, was Grundlage auch für gegebenenfalls erforderliche Grundstücksenteignungen war. Die Konzession enthielt aber auch eine Reihe von Bedingungen, die zunächst einmal abzuarbeiten waren, bevor der Bau beginnen konnte. Dazu zählte sicherzustellen, dass die südliche Fortsetzung der Bahn auf bayerischem Gebiet erfolgen werde und ein Übereinkommen mit der Verwaltung der Bundesfestung Mainz, wie und wo der dortige Bahnhof anzulegen sei. Das war für die Durchfahrt der Bahn in die Stadt wegen des dort vorrangig zu erhaltenden, militärisch bedeutenden Festungsgürtels eine administrativ und baulich aufwändige Angelegenheit.
Schon Anfang 1846 wurden Paul Camille von Denis (Ingenieurbau) und der Mainzer Provinzialbaumeister Ignaz Opfermann (Hochbau) – letzterer wurde dafür vom Staat beurlaubt – als technische Leiter des Projekts verpflichtet. Sie veranschlagten die Baukosten zunächst auf 4,68 Millionen Gulden, später wurde das auf 3,95 Millionen Gulden reduziert. Die Bauausführung lag dann bei Opfermann, während Denis in der benachbarten Pfalz als Eisenbahndirektor amtierte. Mit den Arbeiten am Mainzer Bahnhof begann 1847 die Bautätigkeit der HLB, nachdem am 10. Mai 1847 die Regierung des Großherzogtums festgestellt hatte, dass alle Bedingungen erfüllt seien. Bis zur Baugenehmigung dauerte es aber noch einmal bis zum 26. Februar 1848.
Dass nun finanziell und administrativ alles geklärt war, nutzte aber nichts, denn die Deutsche Revolution 1848/1849 brachte zugleich auch eine Finanzkrise. Da seitens der Aktionäre der in den Aktien genannte Betrag nach und nach in Raten zu zahlen war, die abgerufen wurden, leisteten nun viele ihre Zahlungen nicht mehr, verzichteten dagegen auf ihre Anteile und das bereits Eingezahlte. Dies führte die Aktiengesellschaft in eine Finanzkrise. Der Bahnbau stockte. Es begannen Verhandlungen mit der Regierung zur Übernahme des Projekts als Staatsbahn, die sich – einschließlich parlamentarischer Debatten – bis zum 9. August 1852 hinzogen. Ergebnis war: Der Staat kaufte für 1,2 Millionen Gulden neu geschaffene Aktien der Gesellschaft, die aber erst 1862 verkauft werden durften. Nahezu zeitgleich kam die Vereinbarung über den grenzüberschreitenden Anschluss in die Pfalz zustande. Nach dem Überwinden dieser Schwierigkeiten ging der Bau nun zügig voran, nicht zuletzt weil das Gelände in der Oberrheinischen Tiefebene völlig flach und größere Kunstbauten nicht erforderlich waren. Die 46 Kilometer lange Strecke ging im Laufe des Jahres 1853, von Mainz aus nach Süden fortschreitend, abschnittsweise in Betrieb:
| Abschnitt                              | Tag der Inbetriebnahme |
| -------------------------------------- | ---------------------- |
| Mainz–Oppenheim                        | 23. März 1853          |
| Oppenheim–Guntersblum                  | 10. Juli 1853          |
| Guntersblum–Osthofen                   | 7. August 1853         |
| Osthofen–Worms                         | 24. August 1853        |
| Worms–bayerische Grenze–(Ludwigshafen) | 15. November 1853      |

Die Kosten für den Bahnbau und die Erstausstattung mit Betriebsmitteln beliefen sich auf knapp 4,5 Millionen Gulden.

#### Ausbau
Die Strecke war anfangs nur eingleisig ausgebaut und wurde planmäßig täglich von sechs Personenzügen (darunter zwei Schnellzügen) in jeder Richtung zwischen Mainz und Worms befahren. In Mainz bestand Anschluss an die Dampfschiffe der „Köln und Düsseldorfer Gesellschaften“ und durch das Trajekt Mainz–Kastel an die Taunusbahn nach Wiesbaden, Frankfurt am Main und über die Main-Neckar-Eisenbahn in die Landeshauptstadt Darmstadt.
Am 6. November 1853 hatten die Hessische und die Pfälzische Ludwigsbahn einen Vertrag über den systemüberschreitenden Verkehr geschlossen. Danach bestand durchgehender Personen- und Güterverkehr sowie Gepäcktransport, es gab durchgehende Fahrkarten und in der Außendarstellung sollte der Betrieb wie eine Eisenbahn erscheinen. Der grenzüberschreitende Abschnitt zwischen Hessen und der bayerischen Pfalz ging wenige Tage später, am 15. November 1853, in Betrieb. Seit diesem Tag bestand durchgehender Eisenbahnverkehr zwischen Mainz und Paris, eine Verbindung, die drei Mal täglich angeboten wurde und auf der die Schnellzüge, die nur die erste und zweite Klasse führten, etwa 17 Stunden unterwegs waren. Die linksrheinische Anbindung nach Straßburg ging am 22. Oktober 1855 in Betrieb.
Der für den Bahnhof der Hessischen Ludwigsbahn in Mainz bestehende Raum war beengt. Zwischen bebautem Gebiet und Rheinufer gelegen, konnte er zwar, indem das Rheinufer umgestaltet und die Eisenbahn nach Bingen durchgebunden wurde, ab 1859 mehrfach vergrößert werden, die Verhältnisse blieben aber beengt. Erst als 1884 der westlich der Kernstadt gelegene neue Centralbahnhof mit zum Teil durch Tunnel geführten Zufahrtsstrecken eröffnet wurde, war das Platzproblem behoben.

### Rhein-Main-Bahn (1858)
Aber schon mit ihrer zweiten Strecke, der Rhein-Main-Bahn, griff die Hessische Ludwigsbahn über die Grenzen der Provinz Rheinhessen hinaus und erreichte erstmals die Landeshauptstadt: 1853 genehmigte die großherzogliche Regierung die Gründung der Darmstädter Bank für Handel und Industrie in Darmstadt. Teil der mit der Genehmigung verbundenen Auflagen war es unter anderem, dass die Bank die Eisenbahnstrecke zwischen Bingen über Mainz nach Darmstadt und Aschaffenburg errichten sollte. 1855 kam es zwischen der Ludwigsbahn und der Bank zu einem Vertrag, der die Baurechte auf die Ludwigsbahn übertrug, die Bahn an der Bank beteiligte und die Finanzierung regelte. Die Strecke führte zunächst von Gustavsburg (heute: Ginsheim-Gustavsburg) über Darmstadt nach Aschaffenburg. In Darmstadt nutzte sie zunächst vier Kopfgleise im nordöstlichen Bereich des Main-Neckar-Bahnhofs, einem Durchgangsbahnhof. Erst 1875 wurde von der HLB ein eigener Kopfbahnhof fertig gestellt, der ebenfalls nordöstlich des Main-Neckar-Bahnhofs lag. Zwischen Gustavsburg und Mainz verkehrte zunächst das Trajekt Mainz–Gustavsburg, das 1863 durch eine feste Brücke (heute: Südbrücke) ersetzt wurde.

### Linksrheinische Bahn (1859)

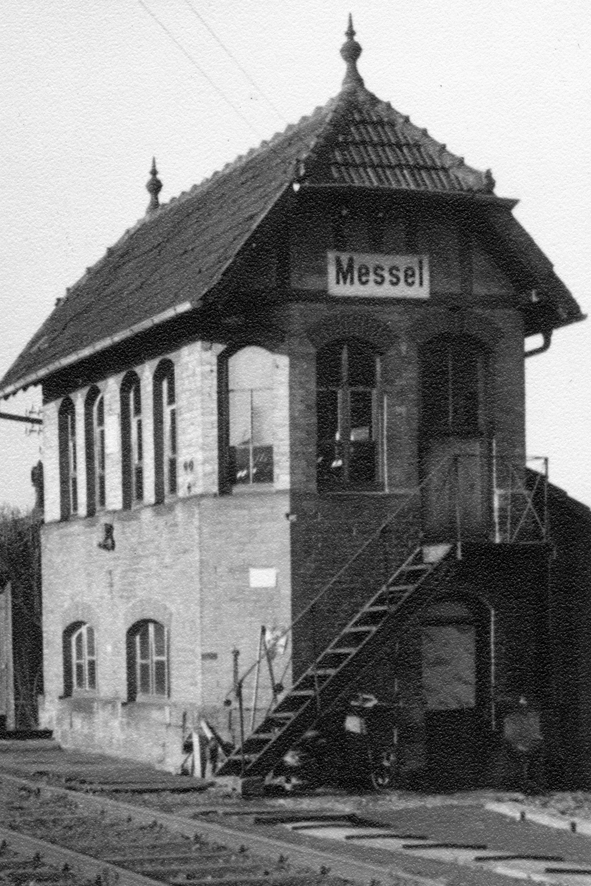
Abgebrochenes Stellwerk 3 des Bahnhofs Messel an der Rhein-Main-Bahn

Bereits zu Beginn der 1840er Jahre bildete sich ein Eisenbahnkomitee, das eine Strecke von Mainz nach Bingen anstrebte, das damals an der Grenze zwischen dem Großherzogtum und dem Königreich Preußen lag. Der genannte Vertrag zwischen der Bank für Handel und Industrie und der Ludwigsbahn von 1855 übertrug der Bahn auch die Baurechte für diese Strecke. 1857 wurde die Trasse vermessen, 1859 der Verkehr aufgenommen: am 17. Oktober 1859 der Güterverkehr und am 27. Dezember 1859 der Personenverkehr. Heute ist diese Strecke Teil der Linken Rheinstrecke. Mit ihr wurde die letzte Lücke in der Bahnverbindung von Basel nach Köln geschlossen. Die HLB verband über die Rhein-Main-Bahn nun auch die Rheinische Eisenbahn und die Königlich Bayerische Staatsbahn und damit Köln, München und Wien. Mit Schreiben vom 27. Januar 1863 verlieh der Großherzog der Bahnstrecke Bingen–Mainz–Worms die Bezeichnung Rheinbahn.

### Städtische Verbindungsbahn Frankfurt (1862)
Neben selbst errichteten Strecken versuchte die HLB auch fremde Strecken in ihr Netz zu integrieren. 1862 übernahm die HLB den Betrieb der Städtischen Verbindungsbahn Frankfurt am Main, deren Infrastruktur allerdings im Eigentum der Freien Stadt Frankfurt blieb. Dieses Engagement muss im Zusammenhang mit der Übernahme der Frankfurt-Hanauer Eisenbahn-Gesellschaft und der Betriebsführung bei der Bahnstrecke Frankfurt–Hanau gesehen werden.

### Frankfurt-Hanauer Eisenbahn (1863 / 1872)
Für den Ausbau der Verbindungen der HLB im Rhein-Main-Gebiet war insbesondere in Richtung der Provinz Oberhessen, einer Exklave des Großherzogtums, vom Rhein-Main-Gebiet in Richtung Bayern und durch das Kinzigtal in Richtung Bebra die Bahnstrecke Frankfurt Süd–Aschaffenburg von hohem Interesse. Die Strecke verlief vom Hanauer Bahnhof in Frankfurt nach Hanau und weiter über bayerische Landesgrenze bei Kahl am Main nach Aschaffenburg.
Die HLB bemühte sich daher seit 1862 um deren Erwerb. Eine Fusion scheiterte jedoch am Einspruch des kurhessischen Staates. So übernahm die HLB nur die Betriebsführung der Frankfurt-Hanauer Eisenbahn-Gesellschaft für die Zeit vom 1. Januar 1863 bis zum 31. Dezember 1872. Nach der Annexion von Kurhessen im Preußisch-Österreichischen Krieg 1866 konnte die Frankfurt-Hanauer Eisenbahn-Gesellschaft schließlich 1872 in der HLB aufgehen.

### Mainbahn (1863)
Als Zweigstrecke von der Rhein-Main-Bahn in Bischofsheim wurde 1863 die Strecke nach Frankfurt am Main eröffnet. Mit Schreiben vom 27. Januar 1863 verlieh ihr der Großherzog die Bezeichnung Mainbahn. Die HLB nutzte in Frankfurt den Main-Neckar-Bahnhof der Main-Neckar-Eisenbahn-Gesellschaft. Dieser Bahnhof war dafür bereits 1862 erweitert worden. Die HLB erreichte damit von ihrem Stammnetz aus den Eisenbahnknoten Frankfurt und schloss so an die von ihr bereits betriebenen Strecken der Städtischen Verbindungsbahn und der Hanauer Bahn an.

### Rheinhessenbahn (1864–1870)
Die Rheinhessenbahn Bingen–Alzey–Worms wurde in drei verschiedenen Abschnitten nacheinander zwischen 1864 und 1870 eröffnet.

### Riedbahn (ab 1869)

#### Erster Bauabschnitt

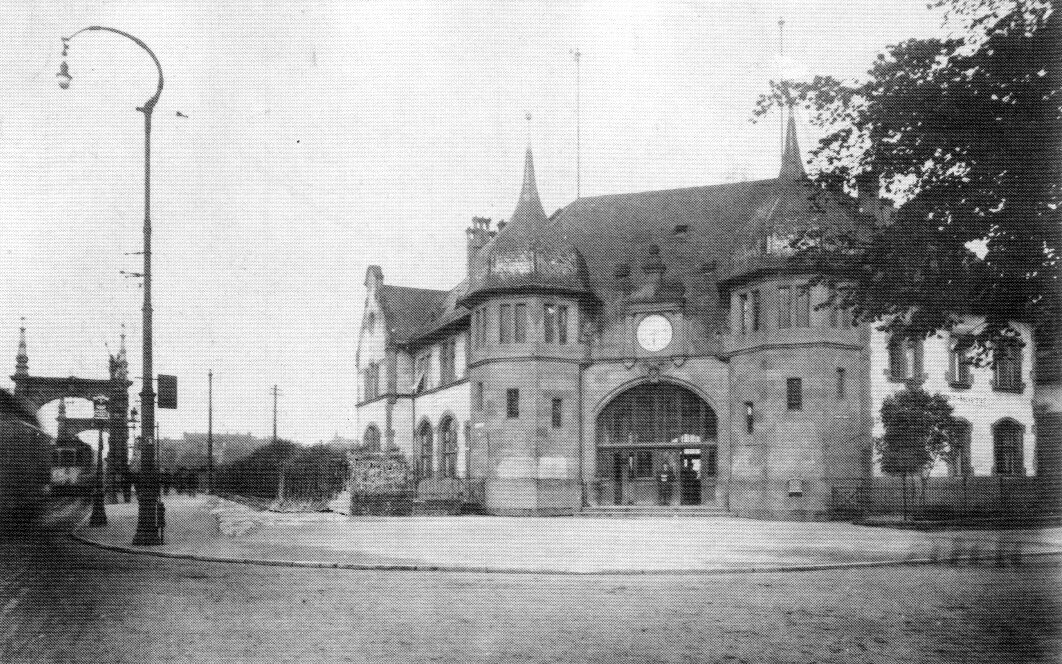
Bahnhof Mannheim-Neckarstadt

Die Riedbahn war zunächst als Verbindung zwischen der Landeshauptstadt Darmstadt und der für das Großherzogtum ebenfalls bedeutenden Stadt Worms angelegt. 1869 wurde die Strecke von Darmstadt über Goddelau und Biblis bis Rosengarten eröffnet. Hier führte von 1870 bis 1900 das Trajekt Worms–Rosengarten über den Rhein. Am 1. Dezember 1900 wurde es durch eine zweigleisige Rheinbrücke ersetzt, was eine durchgehende Zugverbindung ermöglichte. Der bisherige Endpunkt Rosengarten wurde stillgelegt.
1975 wurde das Teilstück Darmstadt–Goddelau wegen fehlenden Verkehrsaufkommens stillgelegt und weitgehend abgebrochen. Von Darmstadt aus führt ein Gleis bis Weiterstadt-Riedbahn und endet dort in einem Industriegleis.

#### Zweiter Bauabschnitt
Am 15. Oktober 1879 folgte die Strecke von Biblis über Waldhof zum Bahnhof Mannheim-Neckarstadt.

#### Dritter Bauabschnitt
Am 24. November 1879 wurde dann auch der Streckenabschnitt von Goddelau nach Frankfurt-Goldstein in Betrieb genommen. Damit war es der HLB gelungen, eine Konkurrenzstrecke zur Bahnstrecke Frankfurt am Main–Heidelberg der Main-Neckar-Eisenbahn-Gesellschaft zu errichten, die zudem noch Mannheim direkt – ohne den Umweg über Mannheim-Friedrichsfeld – erreichte. Welche Bedeutung die HLB dieser Strecke im Nord-Südverkehr beimaß, zeigt, dass sie den Bau der Gotthardbahn mit 800.000 Mark subventionierte, um sich künftigen Verkehr zu sichern. Weiter „aufgerüstet“ wurde die Verbindung, indem 1880 eine Umfahrung Mannheims über Käfertal in die Rheintalbahn zum Mannheimer Hauptbahnhof geschaffen wurde, wodurch die Riedbahn von Süden her in den Mannheimer Bahnhof eingefädelt wurde.

### Nibelungenbahn (1869)
Die Nibelungenbahn verbindet seit dem 27. Oktober 1869 Worms mit Bensheim an der Bahnstrecke Frankfurt am Main–Heidelberg. Zwischen Worms und Hofheim nutzt die Verbindung die Riedbahn. Am 1. April 1903 wurde – die HLB war zu diesem Zeitpunkt bereits verstaatlicht – eine Verbindungsstrecke von Lorsch nach Heppenheim an der Bahnstrecke Frankfurt am Main–Heidelberg errichtet. Sie war jedoch nicht wirtschaftlich zu betreiben. Der Personenverkehr endete um 1936 und der Gesamtbetrieb wurde spätestens 1958 stillgelegt.

### Mainz–Alzey (1871)

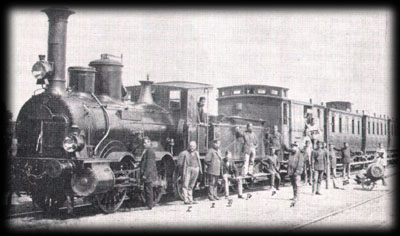
Zug im Bahnhof Alzey (1867)

Die Bahnstrecke Alzey–Mainz wurde von der HLB 1871 eröffnet.

### Taunus-Eisenbahn (1871–1872)
Dem langjährigen Versuch der HLB, die Taunus-Eisenbahn unter ihre Kontrolle zu bringen, war 1871 nur ein kurzzeitiger Erfolg beschieden. Mit Vertrag vom 14. November 1871 kaufte die HLB die Taunus-Eisenbahn-Gesellschaft. Sie erwarb damit die älteste Strecke in Hessen, die Taunus-Eisenbahn von Frankfurt nach Wiesbaden, die Sodener Bahn und die Bahnstrecke Curve–Biebrich und übernahm deren Betrieb zum 1. Januar 1872. Aber bereits zum 3. Mai 1872 verkaufte die HLB die Strecken weiter an die Preußischen Staatseisenbahnen. Im Gegenzug dazu erhielt sie unter anderem eine Konzession zum Bau der Main-Lahn-Bahn von Frankfurt-Höchst in Richtung Köln über preußisches Staatsgebiet.

### Wiesbachtalbahn (1871–1895)
Die Wiesbachtalbahn von Armsheim nach Wendelsheim wurde in mehreren Abschnitten zwischen 1871 und 1895 von der HLB eröffnet.

### Main-Lahn-Bahn (1877) / Ländchesbahn (1879)

Lage des Ludwigsbahnhofs in Wiesbaden um 1895

Von der Konzession für eine Strecke von Frankfurt nach Köln über den Westerwald wurde aber nur ein Teilstück zwischen Frankfurt-Höchst und Eschhofen–(Limburg) umgesetzt und 1877 eröffnet, die Main-Lahn-Bahn. Ergänzt wurde diese Strecke
- 1879 um die Verbindung Wiesbaden Ludwigsbahnhof–Niedernhausen, die sogenannte Ländchesbahn, und
- 1880 um eine Verlängerung von Frankfurt-Höchst über Griesheim nach Nied, wo ein Anschluss an die Städtische Verbindungsbahn Frankfurt hergestellt wurde, die wiederum in die Hanauer Bahn mündete.

### Alzey–Bodenheim (1879 / 1896)
Die Bahnstrecke Alzey–Bodenheim ging als Erschließungsbahn für zwischen den Hauptstrecken liegende Ortschaften in zwei Bauabschnitten am 1. Oktober 1879 und am 1. Oktober 1896 in Betrieb.

### Odenwaldbahn (1882)
Die Odenwaldbahn mit ihren Teilen:
- Eberbach–Wiebelsbach-Heubach (seit 2006: Groß-Umstadt Wiebelsbach),
- Wiebelsbach-Heubach–Darmstadt und
- Wiebelsbach-Heubach–Hanau

war ab 1882 in allen Abschnitten befahrbar. Es war die von der Ingenieurleistung her wohl aufwändigste Bahn, die die HLB gebaut hat. Sie erschloss vor allem die wirtschaftlich benachteiligte Bergregion des Odenwalds. Eine Bedeutung als Konkurrenz zu den bestehenden Nord-Süd-Verbindungen im Rheintal konnte sie aufgrund der schwierigen Topografie nie werden.

### Liniennummern

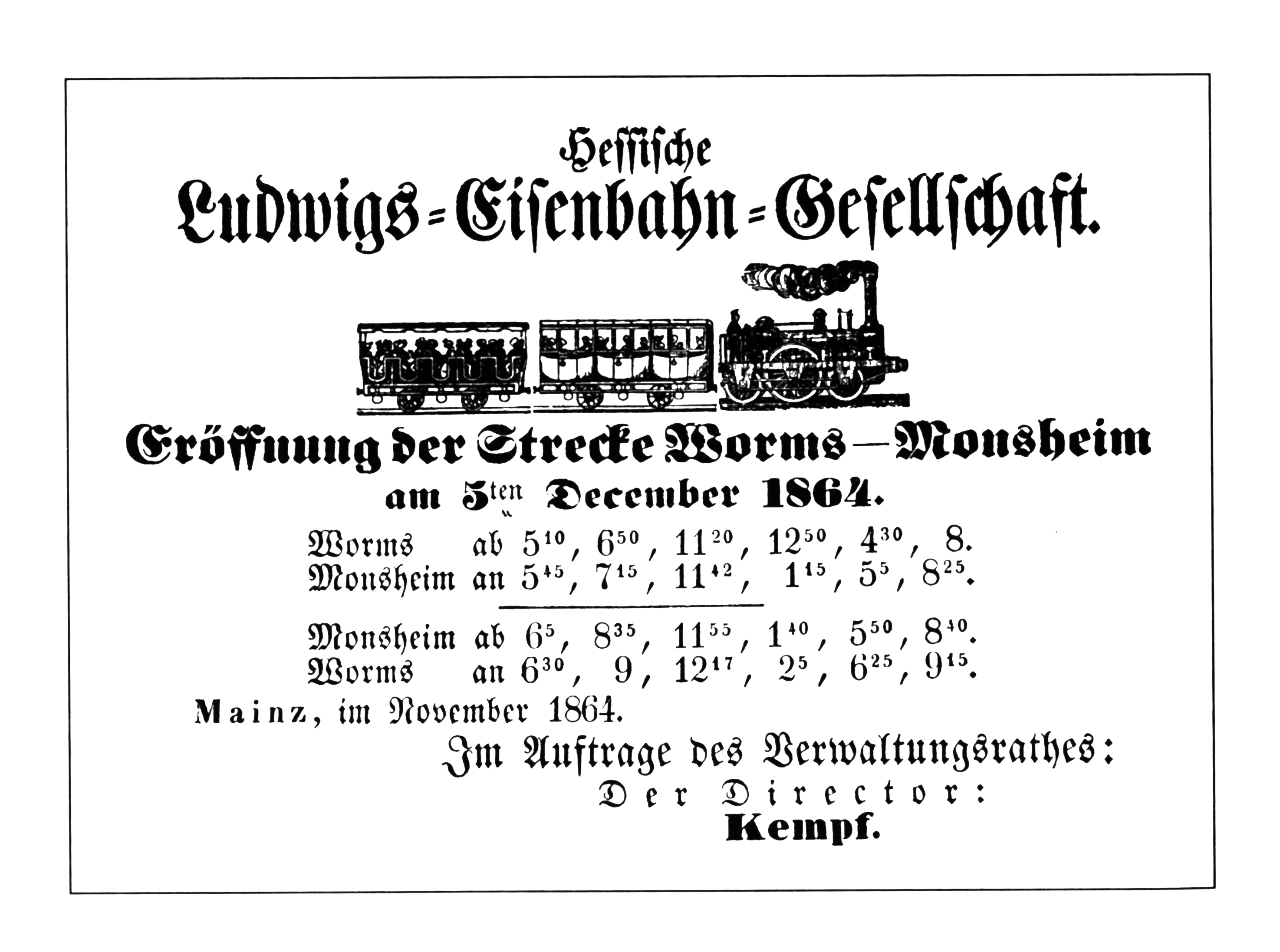
Erster Fahrplan für den ersten Abschnitt der Rheinhessenbahn, 1864

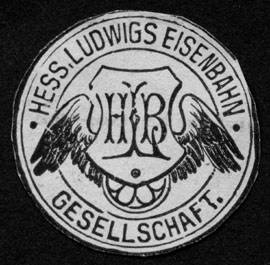
Siegelmarke der Hessischen Ludwigseisenbahn-Gesellschaft

Anfang der 1890er Jahre vergab die HLB für ihr Streckennetz Liniennummern:
- Linie 1: Frankfurt–Hanau–Eberbach
- Linie 2: Darmstadt–Wiebelsbach-Heubach
- Linie 3: Mainz–Alzey
- Linie 4: Armsheim–Wendelsheim
- Linie 5: Bingen–Alzey–Worms
- Linie 6: Mannheim–Worms über Lampertheim
- Linie 7: Bingen–Mainz–Frankfurt
- Linie 8: Mainz–Worms
- Linie 9: Mainz–Darmstadt–Aschaffenburg
- Linie 10: Frankfurt–Hanau–Aschaffenburg
- Linie 11: Frankfurt–Limburg
- Linie 12: Wiesbaden–Niedernhausen
- Linie 13: Frankfurt–Mannheim
- Linie 14: Darmstadt–Worms
- Linie 15: Bensheim–Worms

## Verstaatlichung

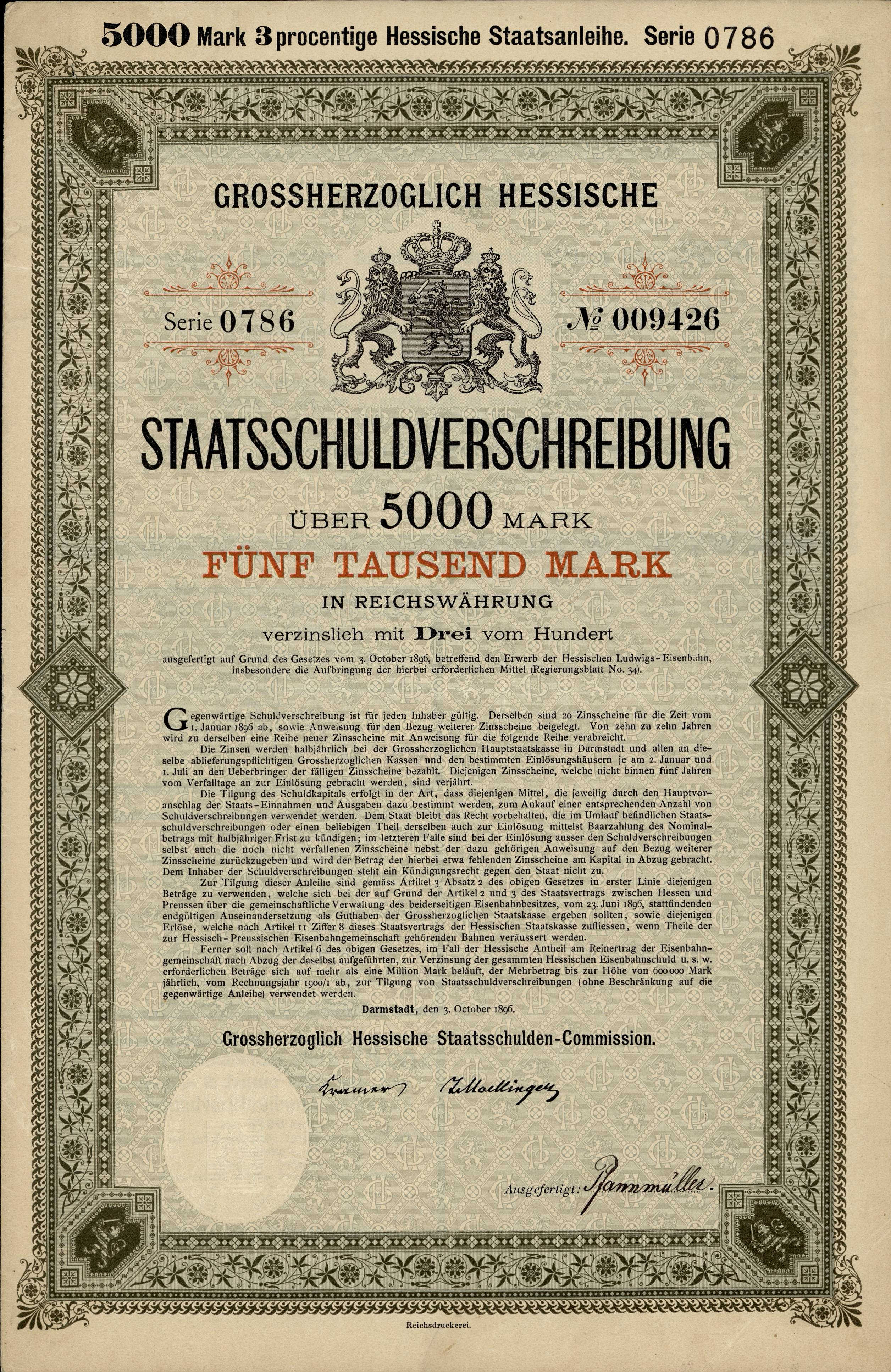
Großherzoglich Hessische Staatsschuldverschreibung über 5000 Mark vom 3. Oktober 1896 zur Finanzierung der Verstaatlichung der hessischen Ludwigsbahn

Einen erheblichen Teil ihrer Gewinne erzeugte die HLB über Absprachen mit benachbarten Bahnen, nach denen der Verkehr möglichst lange über die eigenen Strecken geleitet wurde. Dieses Geschäftsmodell funktionierte nicht mehr, nachdem Preußen die Eisenbahnen im eigenen Hoheitsbereich verstaatlichte. Die HLB grenzte nun im Norden ausschließlich an das Netz der Königlich Preußischen Staatseisenbahnen, deren Ziel es war, möglichst günstige Tarife für die Wirtschaft anzubieten. Die im Vergleich zu der riesigen Staatsbahn winzige HLB konnte dem nichts entgegensetzen.
Die HLB reduzierte den Unterhalt ihrer Anlagen und Fahrzeuge drastisch und erhöhte dafür die Dividende ihrer Aktionäre. Da sich die Entschädigung der Aktionäre bei einer Verstaatlichung aufgrund der Bestimmungen der Konzessionsurkunde nach den in den letzten Jahren erzielten Überschüssen richtete, beuteten die Aktionäre die Bahn so zweifach aus. Die übernehmenden Staaten hatten die Rechnung zu begleichen.
In Hessen war die faktische Übernahme der HLB durch Preußen umstritten, wobei aus hessischer Sicht in erster Linie der Souveränitätsverlust zu beklagen war, während die wirtschaftlichen Vorteile auf der Hand lagen. So setzte sich zum Beispiel der Wormser Industrielle Cornelius Wilhelm von Heyl vehement für die Verstaatlichung ein, da die HLB an den vertraglich vereinbarten Bau einer Rheinbrücke bei Worms nur zögernd heran ging und den Wormser Bahnhof nicht ausreichend ausbaute. Heyl war ein einflussreicher Politiker im Großherzogtum und zugleich Abgeordneter im Reichstag und der ersten Kammer der Hessischen Landstände.
Durch Staatsvertrag vom 23. Juli 1896 und einen Übernahmevertrag zwischen beiden Staaten und der HLB wurde die HLB verstaatlicht. Der Kaufpreis betrug 89.520.000 Mark, die Gesamtkosten allerdings 233,5 Mio. Mark, wenn die Anleihen und die übernommenen Verbindlichkeiten hinzugerechnet wurden. Die Aktionäre erhielten für jede Aktie im Nennwert von 600 Mark preußische und hessische Staatsschuldverschreibungen im Wert von 700 Mark und 41 Mark in bar.
Der Staatsvertrag vom 23. Juli 1896 bestimmte, dass das Eigentum der HLB je nachdem, ob es in Preußen oder Hessen lag, in das Eigentum des jeweiligen Staats überging. Anschließend wurde es gemeinsam verwaltet. Durch Allerhöchsten Erlass vom 17. März 1897 wurde dafür die „Königlich Preußischen und Großherzoglich Hessischen Eisenbahndirektion“ in Mainz zum 1. April 1897 eingerichtet, die die Verwaltung der verstaatlichten Bahn übernahm. Hierdurch wurde die HLB Teil der Preußisch-Hessischen Eisenbahnbetriebs- und Finanzgemeinschaft, was der Volksmund mit „Hoch lebe Bismarck“ kommentierte. Zum 8. April 1899 wurde den Mitarbeitern das Tragen der alten Uniformen der HLB untersagt.

## Fahrzeugpark

### Lokomotiven

Lok 48 „Kopernicus“, Achsfolge 1A1. Mit solchen Lokomotiven erfolgte bei der HLB bis 1877 der Personenverkehr, danach wurden die Meisten in die Achsfolge 1B umgebaut, um die höheren Zuglasten bewältigen zu können.

Die Hessische Ludwigsbahn nahm ihren Betrieb 1853 mit 6 Lokomotiven auf. Die Lokomotiven trugen – wie damals üblich – neben ihrer Nummer an der Rauchkammer klangvolle Namen:
- Lok 1 „Dalwigk“ (nach Freiherr von Dalwigk, damals Hessischer Ministerialdirektor und vorher Mainzer Territorialkommissär – diese Lokomotive zog den Eröffnungszug auf der Strecke Mainz–Oppenheim),
- Lok 2 „Schenk“ (nach Freiherr von Schenk, Direktor des hessischen Finanzministeriums),
- Lok 3 „Mainz“
- Lok 4 „Worms“
- Lok 5 „Gutenberg“ (nach Johannes Gensfleisch genannt „Johannes Gutenberg“, dem Erfinder der Buchdruckkunst),
- Lok 6 „Arnold Walpoden“ (nach Arnold Walpoden, dem Initiator des „Rheinischen Bundes“ im Jahre 1254)[53]

Es waren zweizylindrige Nassdampflokomotiven, gebaut von Emil Kessler (später Maschinenfabrik Esslingen) 1852 mit der Achsfolge 1A1. Sie wurden 1875 in Lokomotiven mit der Achsfolge B umgebaut und waren ab da nur noch dem Rangierdienst vorbehalten. Alle sechs Maschinen waren bis zur Verstaatlichung 1897 im Dienst.
Die Namen der Lokomotiven waren bei der HLB anfangs nicht fest zugeteilt und änderten sich bis 1861 regelmäßig. Erst ab 1861 wurden den Loknummern feste Namen zugeteilt, welche sich in der Regel auch nach Ausmusterung und Wiedervergabe der Loknummer nicht änderten.

Crampton-Lokomotive Nr. 16 „Cl. Lauteren“ vor der Centralwerkstatt Mainz

Bereits 1854 beschaffte die HLB die ersten Lokomotiven mit der Achsfolge 1B, um dem schwereren Güterverkehr Rechnung zu tragen, für den die Loks 1–6 nicht leistungsstark genug waren. Diese Lokomotiven stammten ebenfalls von Emil Kessler, welcher sich bis 1890 zum Stammlieferanten der HLB entwickelte. Erst danach wurden auch größere Stückzahlen bei den Lokomotivfabriken HANOMAG und Krauss & Cie. bestellt.
Anlässlich der Inbetriebnahme der Rhein-Main Bahn 1858 bestellte die HLB neben weiteren Güterzuglokomotiven mit der Achsfolge 1B, auch die ersten sechs Lokomotiven der Bauart „Crampton“ (Achsfolge 2A) für den Courierzugverkehr. 1863 wurden weitere drei Maschinen beschafft. Nachdem sich die Maschinen für das gestiegene Zuggewicht auf der Rhein-Main Bahn als zu schwach erwiesen, wurden sie ab 1879 auf der ebeneren Riedbahn eingesetzt. Bis auf eine Lokomotive (Lok 36 „Willigis“) wurden alle Maschinen bis 1894 abgestellt.
1862 wurden die ersten Lokomotiven mit der Achsfolge C für den weiterhin steigenden Güterverkehr beschafft, sodass 1864 der Lokbestand insgesamt bereits 52 Lokomotiven umfasste.

Vierfach gekuppelte Lok 91 „Otzberg“ kurz nach Auslieferung 1869

Für ihre steigungsreichen Strecken beschaffte die HLB zwischen 1869 und 1872 acht Lokomotiven mit der Achsformel D. Sie waren für den schweren Güterzugverkehr vorgesehen und gehörten zu den ersten Lokomotiven in Deutschland mit vierfach gekuppelten Achsen. Leider erwies sich die starre Lagerung der vier Achsen im laufenden Betrieb immer wieder als Problem. So waren die führenden Achsen in Gleisbögen einem erhöhten Verschleiß ausgesetzt, was besonders in Weichen zu Entgleisungen führte. Die HLB entfernte daraufhin ab 1891 bei allen Maschinen die vierte Achse. Sie waren so bis zur Verstaatlichung 1897 im Dienst.
Um den Verkehr auf den schwach frequentierteren Strecken effizienter zu gestalten, beschaffte die HLB ab 1869 acht Tenderlokomotiven für den gemischten Verkehr mit der Achsfolge B1. Später wurden 11 weitere Maschinen beschafft und im gesamten Streckennetz der HLB eingesetzt. Alle Maschinen blieben bis 1897 im Dienst und wurden bei der Preußischen Staatsbahn als Baureihe T4 eingereiht.

Tenderlokomotive 85 „Mümling“ Diese Lokomotiven wurden z. B. auf der Odenwaldbahn im gemischten Verkehr eingesetzt.

Die letzte größere Beschaffung von Lokomotiven erfolgte ab 1890: Neben 5 weiteren Lokomotiven mit der Achsfolge C für den Güterverkehr, 3 Tenderlokomotiven mit der Achsfolge C (spätere Preußische T7) für den gemischten Verkehr und 20 Lokomotiven mit der Achsfolge 1B (spätere Preußische P3.1) für den Courierverkehr, wurden erstmals 13 Lokomotiven mit der Achsfolge 1'B1' (spätere Preußische P3) ebenfalls für den Courierverkehr beschafft. Es waren die ersten Lokomotiven der HLB mit einem Krauss-Helmholtz-Drehgestell und einer Nachlaufachse.

Pfälzische P2.I Baugleiche Maschinen beschaffte die HLB ab 1891 für ihren Schnellzugverkehr. Es waren die modernsten Maschinen der HLB.

Ende 1895, also ein Jahr bevor die Hessische Ludwigsbahn verstaatlicht wurde, betrug damit der Bestand 216 Lokomotiven. Hiervon waren:
- 2 Personenzuglokomotiven ungekuppelt, Bauart Stephenson (Achsfolge 1A1)
- 3 Schnellzuglokomotiven ungekuppelt, Bauart Crampton (Achsfolge 2A)
- 52 Personen- und Schnellzuglokomotiven (Achsfolge 1B)
- 11 Personen- und Schnellzuglokomotiven (Achsfolge 1'B1')
- 52 Lokomotiven für gemischte und Personenzüge (Achsfolge 1B)
- 19 Lokomotiven für Personen- und Güterzüge (Achsfolge B1)
- 47 Güterzuglokomotiven (Achsfolge C)
- 1 Güterzuglokomotive (Achsfolge D)
- 14 Tenderlokomotiven für gemischte Züge (Achsfolge B1)
- 3 Tenderlokomotiven für gemischte Züge (Achsfolge C)
- 3 Tenderlokomotiven für den Rangierdienst (Achsfolge B)
- 6 Rangierlokomotiven (Achsfolge B, Loks Nr. 1–6)

Hervorzuheben ist hierbei, dass von den 241 Lokomotiven, die in den 45 Betriebsjahren von der HLB beschafft oder übernommen wurden, lediglich 25 Maschinen ausgemustert, verschrottet oder veräußert wurden. Alle anderen Maschinen waren (teilweise von Beginn an und nach mehrfachem Umbau) bis zur Verstaatlichung 1897 in Dienst.

### Dampftriebwagen

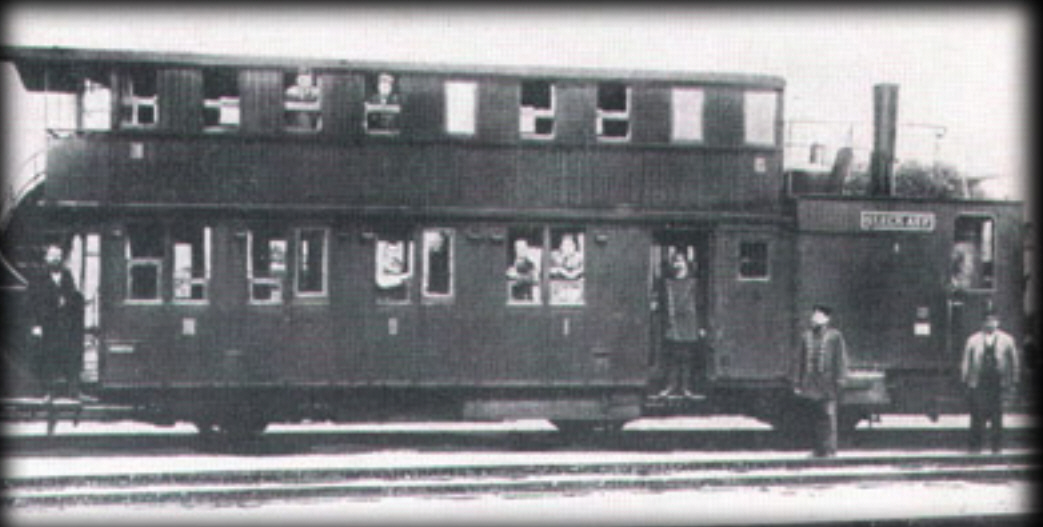
Triebwagen „Glück Auf!“

Eine Pionierleistung erbrachte die HLB ebenfalls mit dem Einsatz von drei Dampftriebwagen Bauart Thomas, die nach einem Entwurf des Obermaschinenmeisters Georg Thomas bei der HLB entwickelt worden waren. Die Fahrzeuge waren im unteren Bereich mit allen drei Wagenklassen ausgestattet. Der obere Bereich war ein Großraum dritter Klasse. Im unteren Bereich standen vier Fensterachsen zur Verfügung und die Sitze waren hier in vier Abteilen 2+3 angeordnet, wobei die dritte Klasse und die Polsterklassen je ein Großraumabteil von zwei Fensterachsen bildeten. In der Polsterklasse waren die Sitze an der Seite, an der sie breiter waren, der zweiten Klasse zugeordnet, auf der schmäleren Seite der ersten Klasse zugeordnet und dort mit zusätzlichen Türen gegenüber dem Gang als kleine Einzelabteile ausgebildet. Eines der beiden Abteile erster Klasse war für „Damen“ reserviert. Die dritte Klasse wies so 60, die Polsterklassen 20 Sitzplätze auf.
Der erste Triebwagen der Bauart „Thomas“ wurde 1879 an die Hessische Ludwigsbahn zum Stückpreis von 27.000 Mark geliefert. Der Triebwagen war der erste Dampftriebwagen, der im öffentlichen Verkehr eingesetzt wurde. Zwei weitere folgten 1880. Die Triebwagen erhielten die Namen „Glück Auf“ (1879), „Puck“ (1880) und „Gnom“ (1880). Die Antriebsteile baute die Maschinenfabrik Esslingen, den Wagenteil die Maschinenfabrik Augsburg-Nürnberg.
Die Fahrzeuge wurden zunächst auf der Odenwaldbahn zwischen Darmstadt und Erbach eingesetzt, ab 1881 zwischen Rosengarten, Mannheim und Bensheim. Dabei verkehrten sie in der Regel mit zwei oder drei weiteren, angehängten Wagen und einer Höchstgeschwindigkeit von 45 km/h.

D-Zugwagen von E. Heusinger von Waldegg, 1874 für die Hessische Ludwigsbahn

### Wagenpark

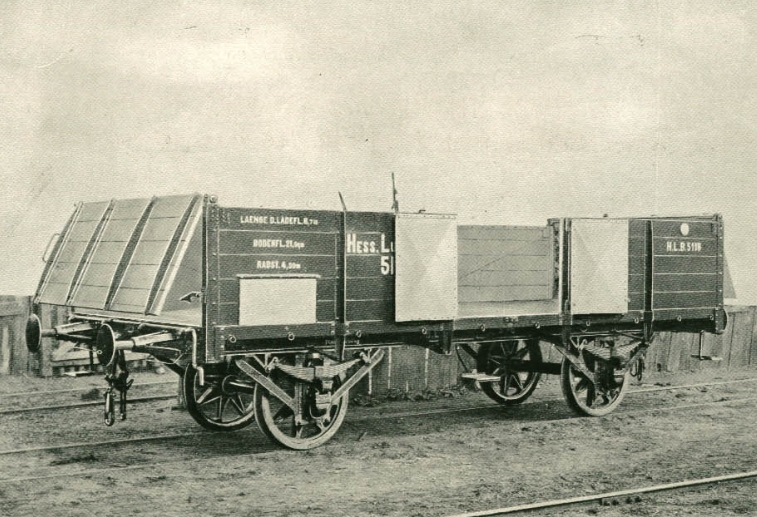
Ein von Baume & Marpent gebauter offener Güterwagen.

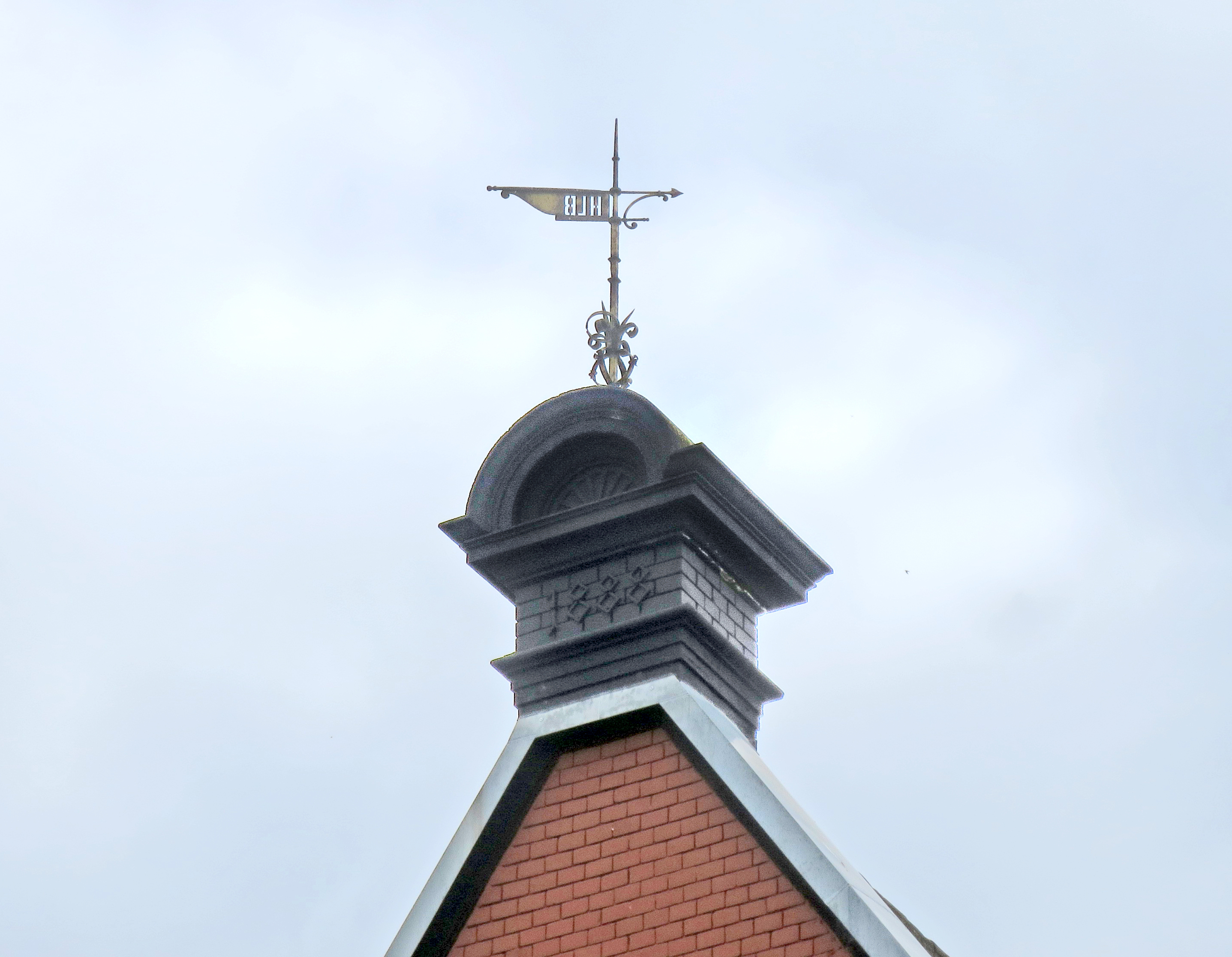
Wetterfahne der HLB auf dem Bahnhof Mainz-Gustavsburg

Neben elf Personenwagen erster und zweiter Wagenklasse gehörten 19 Personenwagen der dritten Klasse, sowie 36 Gepäck- und Güterwagen zum Anfangsbestand (auf eine vierte Wagenklasse wurde verzichtet).
Ende 1895, also ein Jahr bevor die Hessische Ludwigsbahn verstaatlicht wurde, betrug der Bestand 544 Personenwagen, 107 Gepäckwagen, 1552 gedeckte und 2240 offene Güterwagen.
1874 führte die HLB als erste Eisenbahn Durchgangswagen nach dem Entwurf von Edmund Heusinger von Waldegg ein, der damit den „modernen“ Durchgangszug-Wagen erfunden hatte.
Die Güterwagen waren in der Anfangszeit bronzebraun. Um 1860 wurde auf eine grüne Lackierung mit weißer Beschriftung umgestellt. Als Eigentumskennzeichen wurde die Abkürzung „HESS. LUDW. BAHN“ auf den Seitenwänden und „H.L.B.“ an den Langträgern angebracht.

## Personal
August Weber, 1884–1898 Finanzminister in der Regierung des Großherzogtums Hessen, war von 1877 bis 1884 zweiter Regierungskommissar bei der Hessischen Ludwigsbahn-Gesellschaft und juristischer Beirat.

## Wissenswert

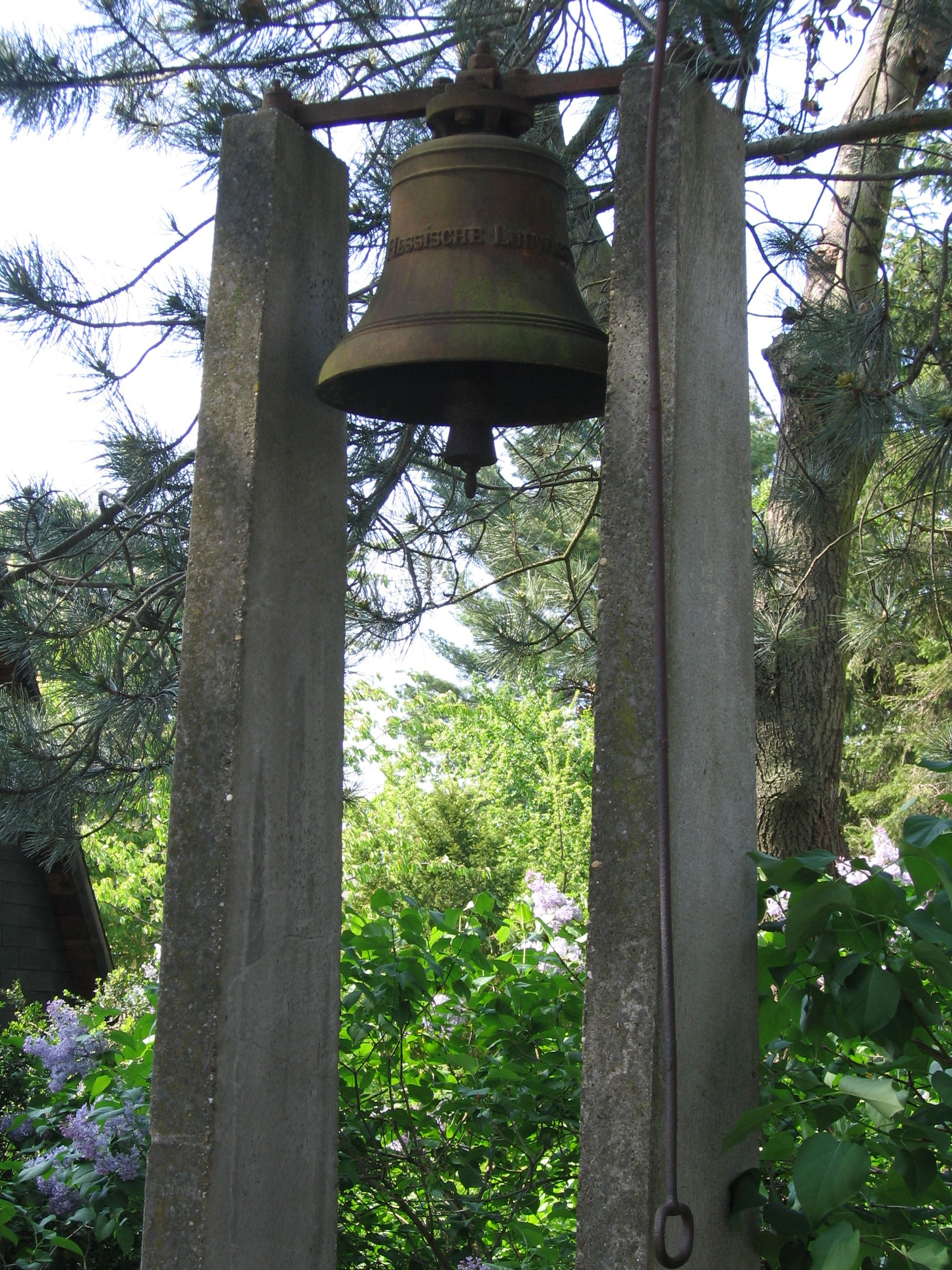
Bahnhofsglocke der HLB in Zweitverwendung auf dem Friedhof in Pfungstadt

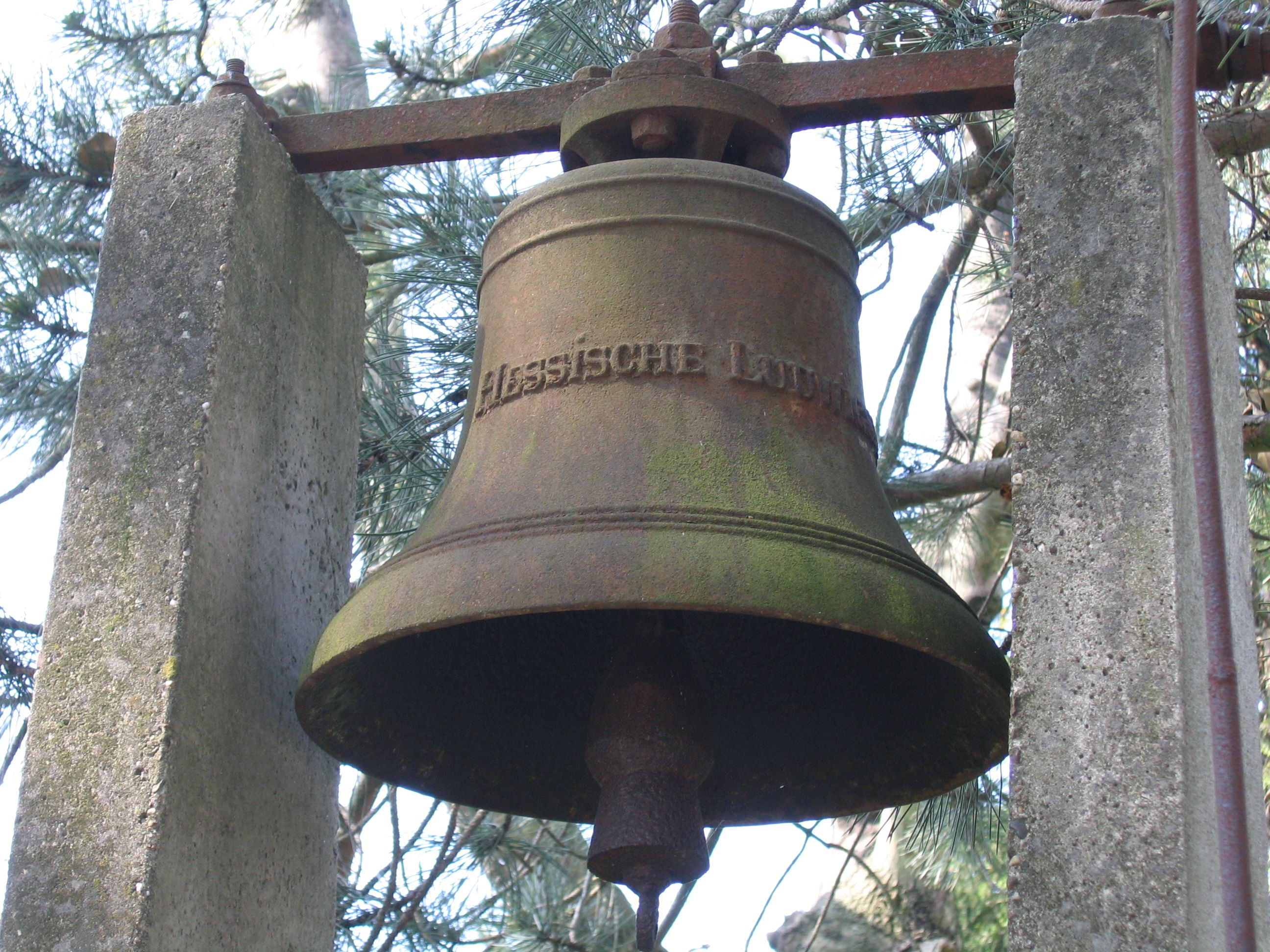

Die Bauakten und andere historisch wertvolle Unterlagen der Ludwigsbahn sind im Zweiten Weltkrieg verbrannt, deren Zweitausfertigung bei der Evakuierung mit einem Zug in Bayern verschollen. Auch das Hessische Staatsarchiv Darmstadt erlitt im Zweiten Weltkrieg erhebliche Verluste.
Das Kürzel HLB wird seit 1955 durch die im Besitz des Landes Hessen befindliche Hessische Landesbahn wieder gebraucht.